# Sim Gokkes
Simon (Sim) Gokkes (Amsterdam, 21 maart 1897 - Auschwitz, 5 februari 1943) was een Nederlands-Joods componist en dirigent.
Als kind kreeg Gokkes zangles van operazanger Ben Geysel en Victor Schlesinger, de cantor van de Rapenburg Synagoge in Amsterdam. Hij studeerde compositie bij Sem Dresden en piano en fluit aan het Conservatorium van Amsterdam (toenmalig Muzieklyceum).
Gokkes dirigeerde zijn hele leven diverse koren. Hij was een tijd leider van Santo Serviçio, het koor van de Portugese Synagoge in Amsterdam.
Gokkes staat te boek als vernieuwer van de synagogale muziek. Zijn composities handelen voornamelijk over religieuze thema's.
Met zijn vrouw, de pianiste Rebecca Winnik en zijn twee kinderen werd Gokkes in 1943 in Auschwitz vermoord.

## Bewaard gebleven composities[1]
- Le pèlerin de Jérusalem, Amsterdam mei 1928 tekst van Jacob Israël de Haan voor stem en piano
- Kaddisch, Amsterdam juni 1928 voor stem en piano
- C'en est fait, juni 1928 tekst van Ernest Bussy voor stem en piano
- Kermesse d'été, Amsterdam mei 1928 tekst van Willem de Mérode voor stem en piano
- Duiven, Amsterdam mei 1928 tekst van François Pauwels
- La lune blanche luit dans les bois, Amsterdam juni 1928 tekst van Paul Verlaine voor stem en piano
- Drie Hebreeuwse Liederen, Amsterdam 1926 tekst van Jehuda-ben Samuel Hallevi voor stem en piano
- Kaddisch, Amsterdam juni 1928 voor stem en piano
- Sonatine, juni 1939 voor piano
- Kinah, Amsterdam april 1928 Lamentatie van de profeet Jeremia (I,1-8) voor stemsolisten, blaaskwintet en piano